# Maison Au Croissant
Ne doit pas être confondu avec Maison du Croissant.
La maison Au Croissant est une ancienne maison de commerce classée à enseigne sculptée érigée vers 1780 et située dans le centre historique de la ville de Liège en Belgique. La façade voisine érigée au début du XVIIIe siècle fait aussi partie du classement de cet immeuble.

## Localisation
Cette maison est située au no 114 de la rue Sur-la-Fontaine, une voie ancienne du quartier Saint-Gilles, à proximité de la rue Saint-Gilles.

## Conception

### MaisonAu Croissant

#### Façade
Cette ancienne maison de commerce (sans doute une brasserie) bâtie vers 1780 dans le style néo-classique est composée de quatre niveaux (trois étages) et de trois travées. La façade est érigée en pierre calcaire et en brique. Le soubassement est réalisé en pierre calcaire. La façade est percée de baies à hauteur dégressive par niveau. Tous les linteaux des baies sont droits. Les extrémités de la façade ainsi que la travée de droite sont encadrés de chaînes à refends.

#### EnseigneAu Croissant
Le portail d'entrée situé sur la travée de droite se compose d'une porte à double battant, d'une baie d'imposte ornée de fer forgé configurant un demi cercle. Au-dessus de cette imposte, se trouve une frise sculptée représentant au centre un croissant de lune (lune décroissante) sous les traits d'un demi visage et, de chaque côté, deux cercles à motifs floraux au milieu d'un lacis d'entrelacs. Sous la représentation du croissant de lune, on peut lire l'inscription gravée: AU CROISSANT,. Cet immeuble possède une enseigne en pierre sculptée de la ville de Liège qui en compte plus d'une centaine.

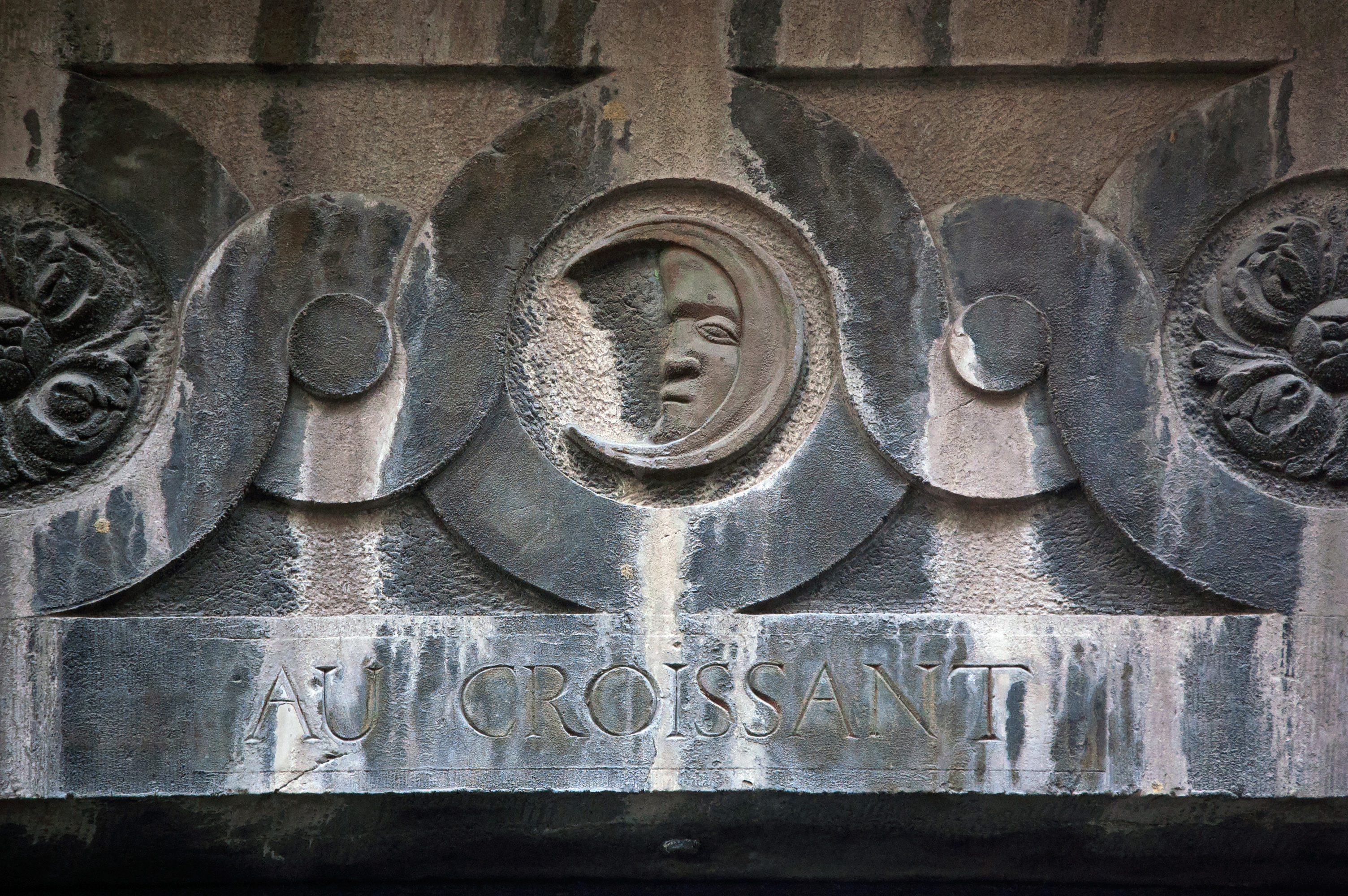
Détail de l'enseigne Au Croissant

### Maisonaux 60 baies à vitraux
À droite de la maison Au Croissant et formant un léger angle avec celle-ci, se trouve une façade de quatre niveaux (trois étages) dépourvue de porte d'entrée mais percée de soixante baies (fenêtres) ornées chacune de vitraux carrés. Dix baies jointives rectangulaires occupent toute la largeur de la façade. Aux premier et deuxième niveaux, ces baies jointives sont aussi à traverse donc sur deux lignes (vingt baies par niveau) tandis que pour les deux niveaux supérieurs, elles sont uniquement jointives (à meneau, dix baies par niveau). Le soubassement est bâti en pierre calcaire à refends et le reste de la façade est construite en brique. Les encadrements des baies sont réalisés en pierre calcaire.
Cet immeuble date du début du XVIIIe siècle et est donc antérieur d'environ trois quarts de siècle à la construction de la façade de la maison Au Croissant.

## Classement
Les façades et toitures, y compris celles du petit bâtiment avec porte cochère, escalier, hourdis et murs de refend sont reprises sur la liste du patrimoine immobilier classé de Liège depuis le 6 décembre 1978.